# Rajna Béla
Rajna Béla (Nyitra, 1911. március 20. – Budapest, 1986. december 9.) magyar újságíró. 

## Élete
1936-ban jogi diplomát szerzett. Egyetemi hallgatóként munkatársa volt Az Est-Lapoknak és ott dolgozott 1943-ig. Akkor rendelték munkaszolgálatra, majd 1948-ig hadifogoly volt a Szovjetunióban. Hazatérése után a Művelt Nép szerkesztőségi tagja volt 1954-ig, utána a Füles és az Ország-Világ publicistája. Fordításai jelentek meg a Szovjet sztahanovisták című sorozatban. 
Magyarra fordította Gagarin Utazás a világűrben (1962) című könyvét.

## Díjai, elismerései
- Aranytoll (1981)